# Cerambyx petechizans
Cerambyx petechizans är en skalbaggsart som beskrevs av Voet 1778. Cerambyx petechizans ingår i släktet ekbockar, och familjen långhorningar. Inga underarter finns listade.